# Höflein
Höflein  är en ort och kommun i Österrike. Den ligger i distriktet Bruck an der Leitha i förbundslandet Niederösterreich, 30 km sydost om huvudstaden Wien. 